# Ajith Kumar

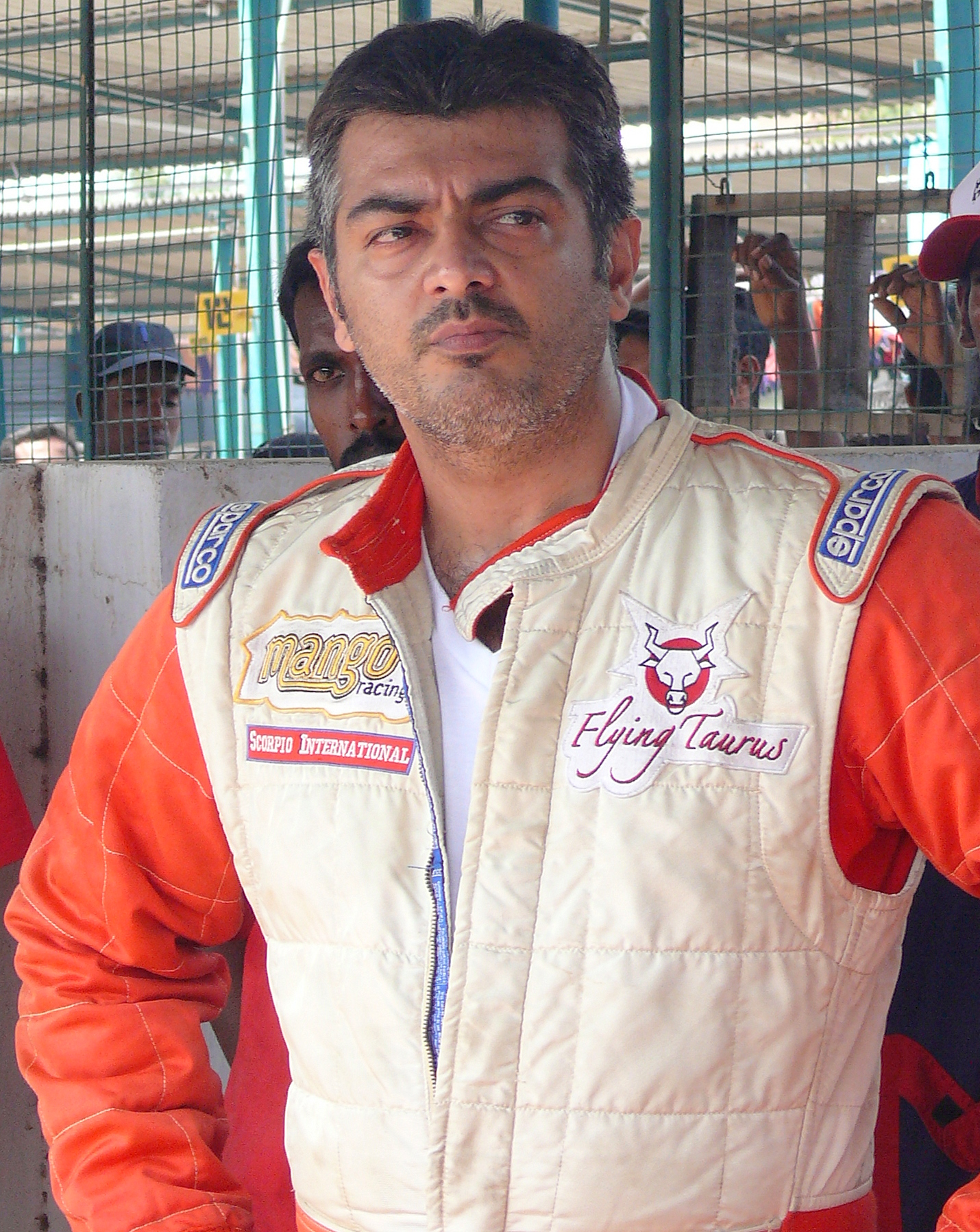
Ajith Kumar

Ajith Kumar (Tamil: அஜித் குமார்) (Secunderabad, Andhra Pradesh, 1 mei 1971) is een Indiaas acteur en autocoureur.

## Racecarrière

### Formule BMW Azië
Na een enkele race in het Formule Maruti Indiase Kampioenschap in 2002, waar hij als 4e finishte, tekende Kumar een contract met zijn manager Akbar Ebrahim, waarbij zijn deelname aan het eerste Formule BMW Azië-kampioenschap werd bevestigd. Ondanks dat hij uit de race spinde in de eerste ronde van zijn eerste race, had hij toch een succesvol seizoen, waarbij hij als 7e in het kampioenschap finishte.

### Formule 2
Na een sabbatical van 6 jaar tekende Kumar voor zijn derde autoraceseizoen, waarbij hij deelneemt aan de Formule 2 in 2010. De beslissing om deel te nemen aan de sport werd gemaakt nadat Kumars film, geregisseerd door Gautham Menon, vertraagd was, wat Kumar de gelegenheid gaf om het hele seizoen deel te nemen. Voorafgaand aan zijn inschrijving nam Kumar deel aan de laatste ronde van het MRF-kampioenschap in Chennai in februari 2010, maar wist niet te finishen door mechanische problemen. Andere proefritten op Sepang volgden snel toen hij serieus ging trainen voor het raceseizoen. Gedurende dat proces viel hij 11 kilo af. In april 2010 was zijn fysiek op peil om met zijn Formule Renault V6-auto voor het team Eurasian Racing van start te gaan.

## Formule 2-resultaten
| Jaar | 1      | 2      | 3      | 4      | 5      | 6      | 7   | 8   | 9   | 10  | 11  | 12  | 13  | 14  | 15  | 16  | 17  | 18  | Rang | Punten |
| ---- | ------ | ------ | ------ | ------ | ------ | ------ | --- | --- | --- | --- | --- | --- | --- | --- | --- | --- | --- | --- | ---- | ------ |
| 2010 | SIL 18 | SIL 18 | MAR 13 | MAR 13 | MON 14 | MON 15 | ZOL | ZOL | ALG | ALG | BRH | BRH | BRN | BRN | OSC | OSC | VAL | VAL | 21e* | 0*     |

* Seizoen loopt nog.